# Antonio Bailetti

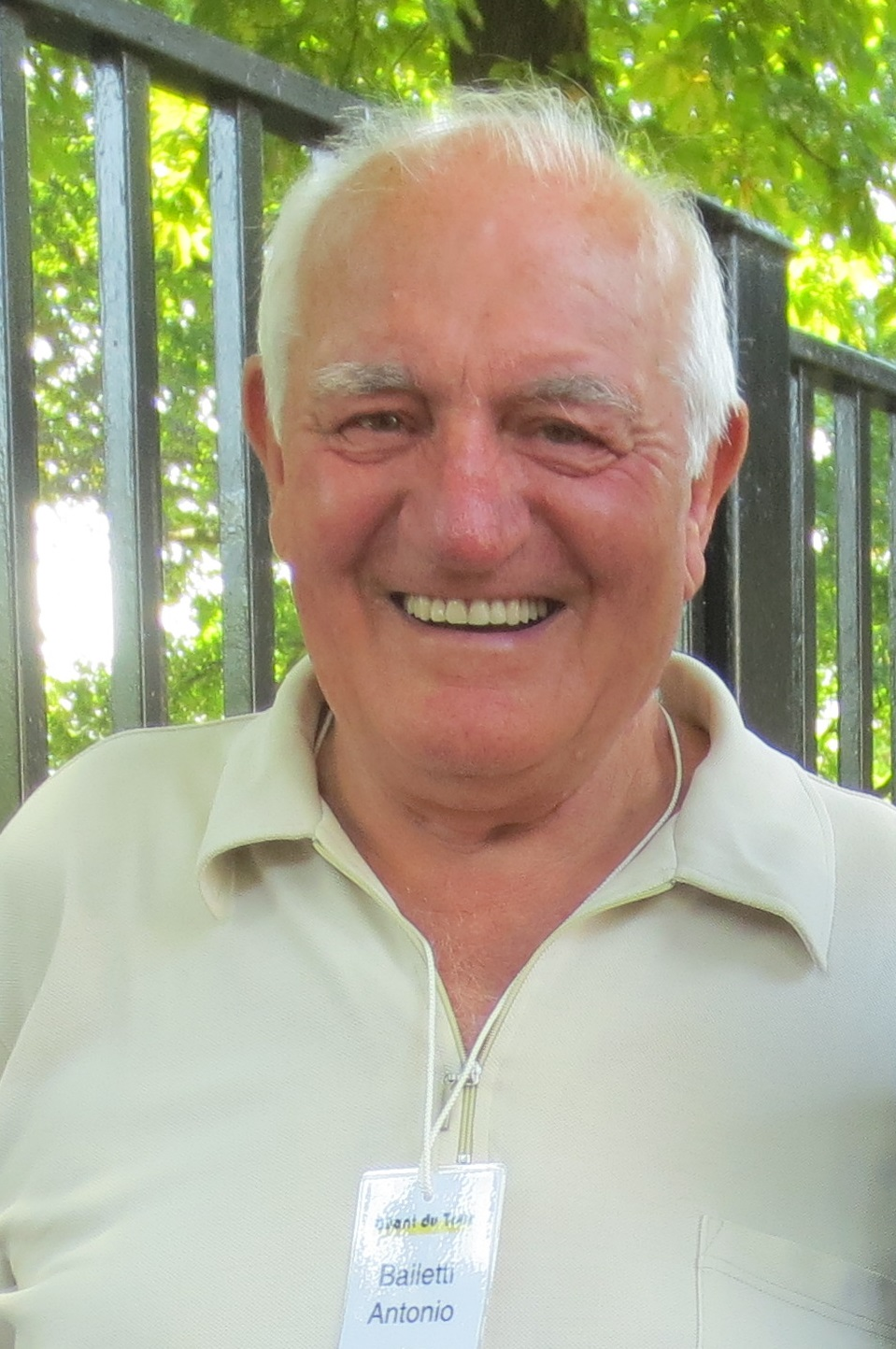
Antonio Bailetti, 2013

Antonio Bailetti (* 29. September 1937 in Bosco di Nanto, Vicenza) ist ein ehemaliger italienischer Radrennfahrer und Olympiasieger im Radsport.

## Sportliche Laufbahn
Bailetti war im Straßenradsport aktiv. Seinen größten Erfolg errang er bei den Olympischen Sommerspielen 1960 in Rom, als er mit seinen Teamkameraden Cogliati, Giacomo Fornoni und Livio Trape Olympiasieger im Mannschaftszeitfahren wurde. Das olympische Straßenrennen beendete er auf dem 10. Platz. In der folgenden Saison wurde er Berufsfahrer in der Mannschaft Bianchi. Er blieb bis 1969 Berufsfahrer und beendete dann seine Laufbahn, in der er 18 Siege erringen konnte. Darunter waren zwei Etappensiege bei der Tour de France (1962 und 1963), sowie zwei Etappenerfolge beim Giro d’Italia (ebenfalls 1962 und 1963). Beim Giro d’Italia war er fünfmal am Start, Platz 39 im Jahr 1962 war sein bestes Ergebnis. Bei seinen beiden Starts in der Tour de France war der 55. Platz 1963 sein besseres Ergebnis. Sein bestes Ergebnis bei einem der klassischen Eintagesrennen war der 10. Platz bei Mailand–Sanremo 1962, nachdem er kurz zuvor das Rennen von Nizza nach Genua gewonnen hatte. Bei den UCI-Straßen-Weltmeisterschaften 1962 wurde er 33.